# Ривера Лопес, Валеро
Вале́ро Риве́ра Ло́пес (исп. Valero Rivera López, род. 14 февраля 1953, Сарагоса) — испанский гандболист и тренер по гандболу. В качестве главного тренера в течение двадцати лет возглавлял гандбольную «Барселону», руководил национальными сборными Испании и Катара. Обладатель множества трофеев, нередко называется в числе лучших гандбольных тренеров современности.

## Биография
Валеро Ривера Лопес родился 14 февраля 1953 года в Сарагосе, Арагон, однако ещё ребёнком переехал на постоянное жительство в Барселону. Начал карьеру гандболиста в возрасте четырнадцати лет, когда в 1966 году присоединился к молодёжной команде «Барселоны». Одновременно с этим проходил обучение в Национальном институте физического воспитания Каталонии.
В 1971 году Ривера дебютировал в основном составе «Барселоны» и начиная с этого времени регулярно выступал на крупнейших международных соревнованиях. В общей сложности за более чем десятилетнюю карьеру игрока завоевал с клубом восемь престижных трофеев, в том числе трижды становился чемпионом Испании (1972/73, 1979/80, 1981/82), трижды выигрывал Кубок короля (1971/72, 1972/73, 1982/83), два раза побеждал на чемпионате Каталонии (1981/82, 1982/83).
После завершения карьеры игрока в 1983 году президент клуба Хосеп Луис Нуньес предложил Ривере временно возглавить команду в качестве тренера, заменив уволенного в середине сезона Хорди Петита. Буквально через несколько месяцев после назначения «Барселона» под его руководством впервые в своей истории завоевала Кубок обладателей Кубков ЕГФ.
Со временем Ривера Лопес превратил «Барселону» в одну из сильнейших команд Европы, а в 1990-х годах она была практически непобедимой, получив на различных турнирах более 50 трофеев. Журналисты в этот период часто называли её «командой мечты», во многом на это повлияло приглашение тренером сербской звезды Веселена Вуйовича, а также нескольких ведущих игроков испанской национальной сборной, таких как Энрик Масип, Иньяки Урдангарин и Рафаэль Гихоса.
В апреле 2004 года президент «Барселоны» Жоан Лапорта назначил Риверу на специально созданную под него должность генерального директора профессиональных секций клуба. Тем не менее, тренер оставался на этой должности не долго, запомнившись в основном конфликтами с другими руководителями команды. Так, у него возникли серьёзные разногласия с Энриком Масипом, занявшим пост технического секретаря гандбольной секции клуба. Позже в результате ещё одного конфликта баскетбольную «Барселону» покинул главный тренер Светислав Пешич. Наконец, Ривера не поладил с некоторыми членами правления клуба и уже в октябре подал в отставку.
В течение некоторого времени занимал пост технического директора гандбольного клуба «Арагон» из Сарагосы.
Когда в 2008 году Королевскую федерацию гандбола Испании возглавил Хуан де Диос Роман, Ривера был назначен на должность главного тренера мужской испанской национальной сборной. Под его руководством в 2012 году испанцы заняли четвёртое место на чемпионате Европы в Сербии и стали седьмыми на летних Олимпийских играх в Лондоне — по итогам сезона Международная федерация гандбола признала Риверу лучшим тренером года. Сезон 2013 года оказался для него ещё более успешным, ведомая им команда одержала победу на домашнем чемпионате мира, выиграв в финале у признанных фаворитов датчан со счётом 35:19.
В 2013 году на волне успеха Валеро Ривера Лопес возглавил сборную Катара по гандболу. Катарцы, ранее показывавшие на международной арене весьма скромные результаты, с приходом нового тренера быстро вышли в элиту мирового гандбола и за счёт большого количества сильных натурализованных игроков даже стали называться «сборной мира». В частности, с Риверой Катар 5 раз подряд выиграл чемпионаты Азии (2014, 2016, 2018, 2020, 2022), победил на Азиатских играх в Инчхоне, занял второе место на домашнем чемпионате мира, проиграв в финале плей-офф только сборной Франции, и попал на Олимпийские игры в Рио. Ривера покинул пост главного тренера в ноябре 2023 года после того, как сборная Катара не пробилась на Олимпийские игры в Париж.
Его сын Валеро Ривера-младший так же является достаточно известным гандболистом, обладатель множества титулов в составе «Барселоны», игрок национальной сборной Испании. 